# Ri Yong-gil
Ri Yong-gil (* um 1952) ist ein nordkoreanischer Politiker der Partei der Arbeit Koreas (PdAK) und General der Koreanischen Volksarmee (KVA), der zwischen 2013 und 2016 Chef des Generalstabes der KVA war. Nach südkoreanischen Presseberichten soll er Anfang Februar 2016 hingerichtet worden sein.
Auf einer Liste neu gewählter Führungsmitglieder der Partei der Arbeit tauchte hingegen im Mai 2016 sein Name wieder auf. Demnach wurde Ri Yong-gil zum Mitglied des Zentralkomitees, zum Kandidaten des Politbüros und zum Mitglied der Zentralen Militärkommission der Partei gewählt.

## Leben
Ri absolvierte eine Offiziersausbildung in der Koreanischen Volksarmee und fand anschließend zahlreiche Verwendungen. Im April 2002 wurde er zum Generalleutnant befördert und Kommandierender General des 3. Armeekorps. Im Anschluss fungierte er von 2007 bis 2012 als Kommandierender General des in der Provinz Kangwŏn-do stationierten 5. Armeekorps. Während dieser Zeit wurde er 2010 zum Generaloberst befördert und Kandidat des Zentralkomitees (ZK) der Partei der Arbeit Koreas (PdAK).
Danach übernahm Ri Ende 2012 von General Kim Myong-guk die Funktion als Leiter der Operationsabteilung des Generalstabes. In dieser Funktion war er verantwortlich für die operative Koordinierung der Korpskommandos sowie die Berichterstattung an den Chef des Generalstabes und das Oberkommando. Sein Nachfolger als Leiter der Operationsabteilung wurde im August 2013 Pyon In-son.
Im August 2013 wurde Ri selbst Nachfolger von General Kim Kyok-sik als Chef des Generalstabes der KPA sowie zugleich zum General befördert. 2014 gehörte er zu den Begleitern von Vize-Marschall Choe Ryong-hae bei einem Besuch in der Volksrepublik China. Am 10. Februar 2016 berichtete die südkoreanische Nachrichten- und Presseagentur Yonhap News Agency, dass Ri hingerichtet wurde. Ihm sei Korruption und „Bildung verschwörerischer Gruppen“ zur Last gelegt worden. Neuer Generalstabschef wurde General Ri Myong-su, der unter anderem zwischen 2011 und 2013 Minister für Volkssicherheit war.
Da Ri im Mai 2016 wieder gesichtet wurde, erwies sich die Meldung aus Südkorea als unwahr.